# Seznam medailistů na letních olympijských hrách v běhu na 10 000 m
Historický přehled medailistů v běhu na 10 000 m na letních olympijských hrách:

## Medailisté

### Muži
od roku 1912
| Rok  | Místo          | Zlato              | Výkon vítěze  | Stříbro           | Bronz              |
| ---- | -------------- | ------------------ | ------------- | ----------------- | ------------------ |
| 1912 | Stockholm      | Hannes Kolehmainen | 31:20,8       | Lewis Tewanima    | Albin Stenroos     |
| 1920 | Antverpy       | Paavo Nurmi        | 31:45,8       | Joseph Guillemot  | James Wilson       |
| 1924 | Paříž          | Ville Ritola       | 30:23,2       | Edvin Wide        | Eero Berg          |
| 1928 | Amsterodam     | Paavo Nurmi        | 30:18,8       | Ville Ritola      | Edvin Wide         |
| 1932 | Los Angeles    | Janusz Kusociński  | 30:11,4       | Volmari Iso-Hollo | Lasse Virtanen     |
| 1936 | Berlín         | Ilmari Salminen    | 30:15,4       | Arvo Askola       | Volmari Iso-Hollo  |
| 1948 | Londýn         | Emil Zátopek       | 29:59,6       | Alain Mimoun      | Bertil Albertsson  |
| 1952 | Helsinky       | Emil Zátopek       | 29:17,0       | Alain Mimoun      | Alexandr Anufrijev |
| 1956 | Melbourne      | Volodymyr Kuc      | 28:45,6       | József Kovács     | Allan Lawrence     |
| 1960 | Řím            | Pjotr Bolotnikov   | 28:32,2       | Hans Grodotzki    | David Power        |
| 1964 | Tokio          | William Mills      | 28:24,4       | Mohammed Gammoudi | Ron Clarke         |
| 1968 | Mexico City    | Naftali Temu       | 29:27,4       | Mamo Wolde        | Mohammed Gammoudi  |
| 1972 | Mnichov        | Lasse Virén        | 27:38,4       | Emiel Puttemans   | Miruts Yifter      |
| 1976 | Montréal       | Lasse Virén        | 27:40,38      | Carlos Lopes      | Brendan Foster     |
| 1980 | Moskva         | Miruts Yifter      | 27:42,69      | Kaarlo Maaninka   | Mohammed Kedir     |
| 1984 | Los Angeles    | Alberto Cova       | 27:47,54      | Michael McLeod    | Michael Musyoki    |
| 1988 | Soul           | Brahim Boutayeb    | 27:21,46      | Salvatore Antibo  | Kipkemboi Kimeli   |
| 1992 | Barcelona      | Khalid Skah        | 27:46,70      | Richard Chelimo   | Addis Abebe        |
| 1996 | Atlanta        | Haile Gebrselassie | 27:07,34      | Paul Tergat       | Salah Hissou       |
| 2000 | Sydney         | Haile Gebrselassie | 27:18,20      | Paul Tergat       | Assefa Mezgebu     |
| 2004 | Atény          | Kenenisa Bekele    | 27:05,10      | Sileši Sihine     | Zersenay Tadese    |
| 2008 | Peking         | Kenenisa Bekele    | 27:01,17      | Sileši Sihine     | Micah Kogo         |
| 2012 | Londýn         | Mohamed Farah      | 27:30,42      | Galen Rupp        | Tariku Bekele      |
| 2016 | Rio de Janeiro | Mohamed Farah      | 27:05,17      | Paul Tanui        | Tamirat Tola       |
| 2020 | Tokio          | Selemon Barega     | 27:43,22      | Joshua Cheptegei  | Jacob Kiplimo      |
| 2024 | Paříž          | Joshua Cheptegei   | 26:43,14 - OR | Berihu Aregawi    | Grant Fisher       |

## Medailové pořadí zemí
| Pořadí             | Země                         | Zlato | Stříbro | Bronz | Celkem |
| ------------------ | ---------------------------- | ----- | ------- | ----- | ------ |
| 1.                 | Finsko (FIN)                 | 7     | 4       | 4     | 15     |
| 2.                 | Etiopie (ETH)                | 6     | 3       | 6     | 15     |
| 3.                 | Velká Británie (GBR)         | 2     | 1       | 2     | 5      |
| 4.                 | Maroko (MAR)                 | 2     | 0       | 1     | 3      |
| 5.                 | Sovětský svaz (URS)          | 2     | 0       | 1     | 3      |
| 6.                 | Československo (TCH)         | 2     | 0       | 0     | 2      |
| 7.                 | Keňa (KEN)                   | 1     | 4       | 3     | 8      |
| 8.                 | Spojené státy americké (USA) | 1     | 2       | 0     | 3      |
| 9.                 | Itálie (ITA)                 | 1     | 1       | 0     | 2      |
| 10.                | Polsko (POL)                 | 1     | 0       | 0     | 1      |
| 11.                | Francie (FRA)                | 0     | 3       | 0     | 3      |
| 12.                | Švédsko (SWE)                | 0     | 1       | 2     | 3      |
| 13.                | Tunisko (TUN)                | 0     | 1       | 1     | 2      |
| 14.                | Belgie (BEL)                 | 0     | 1       | 0     | 1      |
| 15.                | Německo (GER)                | 0     | 1       | 0     | 1      |
| 16.                | Uganda (UGA)                 | 0     | 1       | 1     | 2      |
| 17.                | Maďarsko (HUN)               | 0     | 1       | 0     | 1      |
| 18.                | Portugalsko (POR)            | 0     | 1       | 0     | 1      |
| 19.                | Austrálie (AUS)              | 0     | 0       | 3     | 3      |
| 20.                | Eritrea (ERI)                | 0     | 0       | 1     | 1      |
| Celkem po LOH 2020 | Celkem po LOH 2020           | 25    | 25      | 25    | 75     |

### Ženy
od roku 1988
| Rok  | Místo          | Zlato              | Výkon vítěze  | Stříbro               | Bronz               |
| ---- | -------------- | ------------------ | ------------- | --------------------- | ------------------- |
| 1988 | Soul           | Olga Bondarenková  | 31:05,21      | Liz McColganová       | Jelena Župijevová   |
| 1992 | Barcelona      | Derartu Tuluová    | 31:06,02      | Elana Meyerová        | Lynn Jenningsová    |
| 1996 | Atlanta        | Fernanda Ribeirová | 31:01,63      | Wang Ťün-sia          | Gete Wamiová        |
| 2000 | Sydney         | Derartu Tuluová    | 30:17,49      | Gete Wamiová          | Fernanda Ribeirová  |
| 2004 | Atény          | Sing Chuej-na      | 30:24,36      | Ejegayehu Dibabaová   | Derartu Tuluová     |
| 2008 | Peking         | Tiruneš Dibabaová  | 29:54,68      | Shalane Flanaganová   | Linet Masaiová      |
| 2012 | Londýn         | Tiruneš Dibabaová  | 30:20,75      | Sally Kipyegová       | Vivian Cheruiyotová |
| 2016 | Rio de Janeiro | Almaz Ayanaová     | 29:17.45 - OR | Vivian Cheruiyotová   | Tiruneš Dibabaová   |
| 2020 | Tokio          | Sifan Hassanová    | 29:55,32      | Kalkidan Gezahegneová | Letesenbet Gideyová |
| 2024 | Paříž          | Beatrice Chebetová | 30:43,25      | Nadia Battoclettiová  | Sifan Hassanová     |

## Medailové pořadí zemí
| Pořadí             | Země                         | Zlato | Stříbro | Bronz | Celkem |
| ------------------ | ---------------------------- | ----- | ------- | ----- | ------ |
| 1.                 | Etiopie (ETH)                | 5     | 2       | 4     | 11     |
| 2.                 | Čína (CHN)                   | 1     | 1       | 0     | 2      |
| 3.                 | Portugalsko (POR)            | 1     | 0       | 1     | 2      |
| 4.                 | Sovětský svaz (URS)          | 1     | 0       | 1     | 2      |
| 5.                 | Nizozemsko (NED)             | 1     | 0       | 0     | 1      |
| 6.                 | Keňa (KEN)                   | 0     | 2       | 2     | 4      |
| 7.                 | Spojené státy americké (USA) | 0     | 1       | 1     | 2      |
| 8.                 | Velká Británie (GBR)         | 0     | 1       | 0     | 1      |
| 9.                 | Jihoafrická republika (RSA)  | 0     | 1       | 0     | 1      |
| 10.                | Bahrajn (BRN)                | 0     | 1       | 0     | 1      |
| Celkem po LOH 2020 | Celkem po LOH 2020           | 9     | 9       | 9     | 27     |